# Josef Fabian
Josef Fabian (rumeno: Iosif Fabian, portoghese: José Fabian); Cluj-Napoca, 10 agosto 1923 – Cascais, 6 luglio 2008) è stato un allenatore di calcio e calciatore rumeno, di ruolo attaccante.
È scomparso nel 2008 all'età di 84 anni.

## Carriera

### Giocatore

#### Club
Nato in Transilvania, inizia a giocare con una formazione della sua città, il Muncitorii Cluj, trasferendosi presto in Ungheria dove disputa due campionati col Szeged e uno col MÁVAG Budapest
Torna nel 1945 in Romania militando prima nel Ferar di Cluj, quindi nel Carmen di Bucarest, dove realizza in due campionati 24 reti in 24 incontri disputati, debuttando nella squadra il 25 agosto 1946 nella vittoria contro lo Jiul Petroşani per 3–1 (in cui segnò un gol) contribuendo al secondo posto finale della stagione 1946-1947 con 13 gol in 13 partite.
Nell'estate 1947 viene ingaggiato dal Torino, reduce da tra successi consecutivi nel campionato italiano, e di cui diviene il primo straniero in rosa. Inizialmente rincalzo, trova frequentemente spazio in prima squadra per gli infortuni dei compagni di reparto Ferraris e Franco Ossola, scendendo in campo in 15 occasioni e contribuendo attivamente al quarto scudetto consecutivo dei granata con 9 reti, con due doppiette in due successi storici: l'1-7 del 5 ottobre 1947 in casa della Roma e il 10-0 del 2 maggio 1948 sull'Alessandria, tuttora la partita con più reti realizzate da una squadra nella Serie A a girone unico.

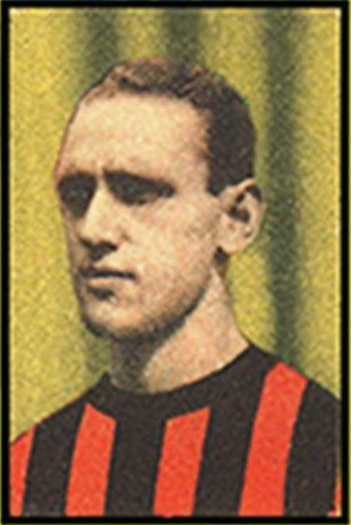
Fabian con la maglia rossonera della Lucchese

A fine stagione lascia la squadra granata destinata a chiudere tragicamente la sua parabola a Superga, e si trasferisce alla Lucchese, dove forma con Ugo Conti una coppia d'attacco (13 reti Conti, 12 Fabian) che trascina i toscani all'ottavo posto nella stagione 1948-1949.
Nel 1950 cambia nuovamente casacca passando al Bari, dove tuttavia in due stagioni, nonostante i suoi 15 gol complessivi all'attivo, subisce una doppia retrocessione dalla Serie A alla Serie C.
Si trasferisce quindi in Francia dove disputa due campionati di Division 2 col Cannes e uno, in prestito, di Division 1 col Roubaix-Tourcoing nella stagione 1951-1952.
Nel 1953 si sposta in Portogallo dove disputa da rincalzo una stagione con lo Sporting Lisbona, con cui si aggiudica titolo nazionale e Coppa del Portogallo, per proseguire con due stagioni alla Barreirense sempre in Primeira Liga, nella seconda stagione nel ruolo di allenatore-giocatore, e chiudere la carriera agonistica nella serie minori portoghesi, sempre svolgendo il doppio incarico.
In Italia ha totalizzato complessivamente 74 presenze e 25 reti in Serie A e 32 presenze e 11 reti in Serie B.

#### Nazionale
Nel 1946 ha disputato tre incontri validi per la Coppa dei Balcani per nazioni con la Nazionale rumena, guidata dal tecnico Virgil Economu, debuttando l'8 ottobre 1946 in una gara contro la Bulgaria finita 2-2 e realizzando 1 reti.

### Allenatore
Dopo l'esperienza da allenatore-giocatore con Barreirense, Serpa e Sporting Covilhã, prosegue la carriera di allenatore in Portogallo e Mozambico per concludere la carriera di allenatore all'Imortal de Albufeira nella stagione 1983–84.

## Palmarès

### Giocatore
- Campionato italiano: 1

Torino: 1947-1948
- Campionato portoghese: 1

Sporting Lisbona: 1953-1954
- Coppa di Portogallo: 1

Sporting Lisbona: 1953-1954